# Cewnik

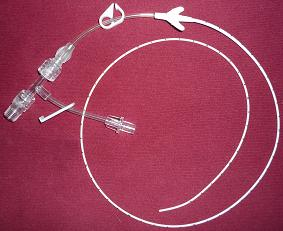
Cewnik naczyniowy do wkłuć centralnych.

Cewnik, kateter − rurka (zwykle giętka, w przeciwieństwie do kaniuli), służąca do wprowadzenia do narządów i jam ciała w celach zróżnicowanych, najczęściej by coś upuścić (pobrać, odbarczyć, odprowadzić), wprowadzić (np. lek, kontrast) lub dokonać pomiaru (ciśnienia, temperatury).
Przykłady cewników:
- cewniki urologiczne
  - stosowane w cewnikowaniu pęcherza moczowego
    - cewnik Fogarty’ego
    - cewnik Foleya
    - cewnik Nelatona
    - cewnik Tiemanna
    - cewnik Pezzera

  - inne
    - cewnik zewnętrzny
- cewniki naczyniowe
  - cewnik pośredni (tzw. midline)
  - centralny cewnik żylny
  - cewnik Swana-Ganza
  - inne stosowane w cewnikowaniu serca
  - cewnik do cewnikowania zatok skalistych dolnych
- inne cewniki
  - cewnik Tenckhoffa – otrzewnowy
  - cewnik do znieczulenia zewnątrzoponowego
  - cewnik do odsysania dróg oddechowych